# Riera de Lluçanès
El Riera de Lluçanès és un afluent de la Riera Gavarresa (alhora afluent del riu Llobregat). Neix als relleus de Comià, a 1 045 m alt., al municipi d'Alpens (Lluçanès). Té uns 20 km de curs; travessa el Lluçanès de N a S, i desemboca, per la dreta prop d'Olost.